# Соколов, Иван Матвеевич
Иван Матвеевич Соколов (1816—1872) — русский медик, ординарный профессор Московского университета. Брат К. М. Соколова.

## Биография
Родился в 1816 году в семье сельского священника в Рязанской губернии (по другим сведениям — в 1818 году; однако «Отчёт Императорского Московского университета за 1858—59 академический и 1859 гражданский годы» указывает, что ему в 1859 году было 43 года).
Обучался в Рязанской духовной семинарии. Уволившись из духовного звания (1839), поступил в качестве своекоштного студента на медицинский факультет Московского университета, однако вскоре был переведён на казённое содержание. Во время обучения особенно интересовался практической хирургией. На 5-м курсе начал заниматься в хирургической клинике Московского университета, где под руководством профессора Ф. И. Иноземцева производил хирургические операции, а также участвовал в опытах над животными, проводимыми профессором физиологии А. М. Филомафитским.
После окончания курса обучения (16 июня 1843) был утверждён в звании лекаря 1-го отделения и по специальному разрешению Министерства народного просвещения 27 августа того же года был оставлен «для занятий по кафедре сравнительной анатомии и физиологии, без прав службы, с назначением содержания 200 рублей в год из экономных сумм университета». Определён помощником прозектора по ветеринарной части (февраль 1844), перемещён на ту же должность на кафедру анатомии человеческого тела (сентябрь 1845). Получил звание прозектора по этой кафедре (с 14 мая 1846) и должность заведующего анатомическим кабинетом. Изготавливал анатомические препараты не только для Московского университета: он составил анатомические коллекции для Московский первого и второго кадетских корпусов, Московского дворянского института, 1-й московской гимназии.
Преподавал в Московском университет с 1847 года. В 1850 году защитил докторскую диссертацию «О лигатуре подвздошной артерии» (на латинском языке) и 6 сентября получил степень доктора медицины и хирургии. В сентябре 1853 года был утверждён экстраординарным профессором по кафедре физиологической анатомии (куда входила в то время и гистология) , ординарный профессор — с декабря 1859 года; преподавал Анатомию описательно-физиологическую, Общую анатомию с микрографией, Физиологию здорового человека. Уволился из Московского университета в 1869 году.
И. Соколов преподавал не только в университете: он с 8 декабря 1848 года безвозмездно читал лекции по пластической анатомии в Училище живописи и ваяния Московского художественного общества (с сентября 1848). Сверхштатный ординатор в московской больнице для рабочих (1850—1853), где заведовал хирургическим и глазным отделениями, производил операции и вскрытия умерших. Оператор (хирург) в московской Голицынской больнице (с 1858). Консультант-оператор Московского военного госпиталя (с 1861). В 1860 году произвёл мумификацию тела волосатой мексиканки Юлии Пастрана.
Один из учредителей и первый председатель (1861—1871) Общества русских врачей в Москве.
Был произведён в 1852 году в коллежские советники
Научные исследования были посвящены анатомии человека, экспериментальной физиологии и хирургии. И. М. Соколов первым в мире успешно произвёл переливание крови от телёнка больному холерой. Печатных работ оставил мало, среди них:
- Врождённая мозговая грыжа. — М., 1852
- Замечательные аномалии сердца // Медицинский вестник. — М., 1861
- De ligatura arteria iliacaeexternae. — Mosquae, 1850.

Умер 22 февраля (5 марта) 1872 года.